# 원보

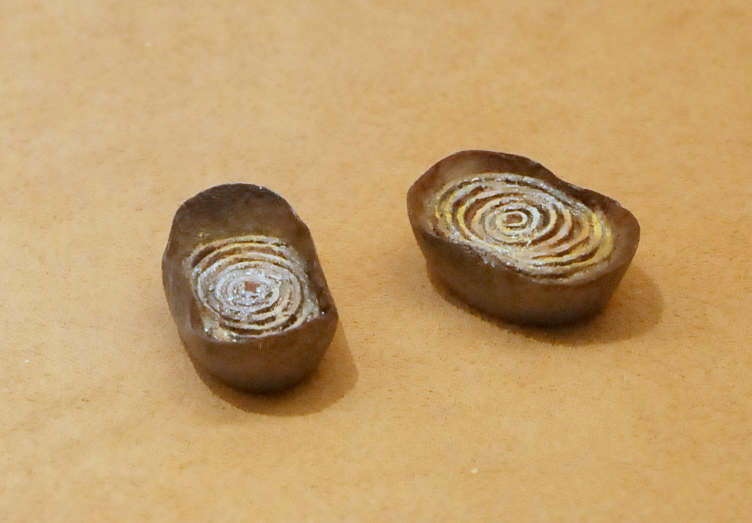
은으로 된 원보

원보(元寶)는 20세기 이전까지 쓰였던 중국 명, 청시대의 금이나 은으로 만들어진 말발굽 모양의 화폐를 말한다. 주로 5냥, 10냥 무게의 금으로 된 원보와 50냥 무게의 은으로 된 원보가 있었다고 한다.

## 같이 보기
- 골드 바
- 은본위제